# Anachnid
Anachnid est une artiste multidisciplinaire oji-cree basée à Montréal. Son animal spirituel, l'araignée, a huit pattes, et elle incarne autant de personnalités complexes sur scène et dans la vie : esprit venimeux, jeune femme amoureuse, grand-mère attentionnée... 

## Biographie
Gagnante du Félix pour Artiste autochtone de l'année en 2021 et gagnante du prix de l'Auteure-Compositrice Autochtone de l'année de la Fondation SOCAN en 2019. Son premier album Dreamweaver, sorti en février 2020, a été nommé sur la longue liste Polaris, pour l'album pop-alternatif, l'album hip-hop électronique et l'artiste de l'année aux Summer Solstice Indigenous Music Awards ainsi pour l'album anglophone de l'année de l'ADISQ. Sa musique est un style hybride et sensuel d'électro-pop, trap, indie, soul et hip hop, avec des textures sonores délicates et complexes évocatrices de ses cultures ancestrales. Près de deux ans après la sortie de son premier album, elle sort deux nouveaux singles : Live Alone et Love Alone, qui révèle une nouvelle facette de l'artiste, une Anachnid isolée, sans filtre, créant un hymne pop alternatif, avec une touche de grunge, et crachant une poésie brute avec une touche d'humour noir. 
À l’automne 2023, elle a dévoile Freak of Nature, un nouveau EP instrumental en collaboration avec Musique Nomade et Popop donnant lieu à un nouveau spectacle, combinant l’expérimental, au rock-indie et un Dreamweaver, revisité, habilement imbibé de sad pop, de cyberpunk et de musique sacrée expérimentale. Sur scène, elle livre une expérience immersive avec une force tranquille et nous communique sa sensibilité, en nous amenant dans son univers intimiste et symbolique. 

## Récompenses
- Elle a remporté le prix de l'auteur-compositeur autochtone de l'année aux Indigenous Music Awards en 2019[1],[2].
- Son album, Dreamweaver, a été sélectionné pour la longue liste du Prix de musique Polaris 2020[3],[4].
- Prix Artiste autochtone de l'année au Gala de l'ADISQ en 2021[5].